# Henryk V Bawarski
Henryk (ur. ok. 960, zm. 27 lutego 1026) – hrabia w Luksemburgu od 998 jako Henryk I, książę Bawarii od 1004 jako Henryk V.
Był najstarszym synem Zygfryda, uznawanego za pierwszego władcę Luksemburga, i Jadwigi, córki hrabiego Nordgau. W 998 odziedziczył po ojcu Luksemburg. Gdy w 1002 tron niemiecki objął jego szwagier Henryk II (mąż siostry Henryka, Kunegundy) pozycja Henryka luksemburskiego znacznie wzrosła. W 1004 cesarz Henryk oddał mu jedno z najbogatszych księstw Cesarstwa – Bawarię. W 1008 Henryk doprowadził z kolei do wyboru na arcybiskupa Trewiru swego młodszego brata Adalberta, jednak tym razem cesarz (w którego politykę ten wybór godził) odmówił uznania go na tym stanowisku. Henryk luksemburski przez dłuższy czas nie chciał ustąpić, wobec czego został pozbawiony przez cesarza faktycznej władzy w Bawarii. Do pojednania obu Henryków doszło dopiero w 1017.
Uczestniczył w wyprawie cesarza Henryka II do Włoch, a także w jego wojnach przeciwko Bolesławowi Chrobremu.
Zmarł bezpotomnie. Luksemburg przypadł wówczas jego bratankom, a Bawaria została odebrana na pewien czas jego rodzinie.